# Maeno Nagayasu
Maeno Nagayasu est un nom japonais traditionnel ; le nom de famille (ou le nom d'école), Maeno, précède donc le prénom (ou le nom d'artiste).
Maeno Nagayasu (前野 長康, 1528-22 septembre 1595) est un samouraï de la fin de l'époque Sengoku (XVIe siècle) de l'histoire du Japon. Aussi connu sous le nom de « Shōemon » (将右衛門), il est au service de Toyotomi Hideyoshi et prend part au siège de Haengju lors de la première invasion de la Corée par les Japonais.

## Source de la traduction
- (en) Cet article est partiellement ou en totalité issu de l’article de Wikipédia en anglais intitulé « Maeno Nagayasu » (voir la liste des auteurs).